# Micropodabrus gressitti
Micropodabrus gressitti is een keversoort uit de familie soldaatjes (Cantharidae). De wetenschappelijke naam van de soort werd in 1954 gepubliceerd door Wittmer.